# Sakuzō Yoshino
Sakuzō Yoshino (吉野 作造, Yoshino Sakuzō, 29 janvier 1878 - 18 mars 1933 ()) est un écrivain japonais de l'ère Taishō surtout connu pour ses écrits sur la politique, et particulièrement sur sa théorie appelée « minponshugi », ou « politique du peuple ».

## Biographie
Yoshino finit ses études universitaires à l'université impériale de Tokyo en 1904. Deux années plus tard il va en Chine, où il devient le tuteur du fils de Yuan Shikai, alors l'un des hommes politiques les plus influents du pays. Il retourne au Japon en 1909 et accepte d'enseigner l'histoire et la théorie politiques à la faculté de droit chez son alma mater, et ce jusqu'à 1924. En 1910 il va à l'étranger et étudie pendant trois ans en Allemagne, en Angleterre et aux États-Unis. Lors de son retour à son pays natal il commence à écrire des articles parlant des difficultés de l'installation d'un gouvernement démocratique au Japon, dont la corruption politique et l'opposition au suffrage universel. Il publie ses essais les plus célèbres dans le magazine Chūōkōron. Son œuvre la plus importante est probablement « Sur la signification du gouvernement constitutionnel », écrite pour répondre au public qui croyait en la supériorité du système prussien. Yoshino y dit que la démocratie est compatible avec le concept de souveraineté de l'empereur.

## Famille
Il est le père de l'architecte Nobuko Tsuchiura.

### Traductions françaises
- Yoshino Sakuzō (trad. par S. Guex), "Les mouvements antijaponais en Chine et en Corée, et la responsabilité du peuple japonais" in Japon colonial, 1880-1930. Les voix de la dissension éd. par P.-F. Souyri (Paris, 2014), p. 57-65

### Source de la traduction
- (en) Cet article est partiellement ou en totalité issu de l’article de Wikipédia en anglais intitulé « Sakuzō Yoshino » (voir la liste des auteurs).